# 516部隊
516部隊（516ぶたい）は、大日本帝国陸軍の化学戦研究機関であった関東軍化学部のこと。その通称号の「満州第516部隊」の略。その前身は、1937年8月に創設された関東軍技術部化学兵器班で、1939年5月に技術部から独立した。

## 遺棄化学兵器
516部隊関連のものに限らず、日本軍の生産した化学兵器が、敗戦直後に中国領内に遺棄されたのではないかといわれる。日本政府の主張では、その多くが集められたハルバ嶺には30～40万発の化学砲弾・化学剤容器などが埋没されたほか、中国各地にも存在するとみられ、ハルバ嶺以外では2007年2月までに3万7千発が日本の事業で回収された。中国政府は、1990年に日本政府に対して、遺棄化学兵器の処理を非公式に打診した。日本政府は、1991年から現地調査などを進め、1995年の化学兵器禁止条約批准の後には、同条約の規定に基づいて残存する化学兵器の処理を進めている。